# Ocean Financial Centre
L'Ocean Financial Centre est un gratte-ciel de 245 mètres construits en 2011 à Singapour.